# Ламоне
Ламоне (італ. Lamone) — громада  в Швейцарії в кантоні Тічино, округ Лугано.

## Географія
Громада розташована на відстані близько 155 км на південний схід від Берна, 19 км на південний захід від Беллінцони.
Ламоне має площу 1,9 км², з яких на 41,9% дозволяється будівництво (житлове та будівництво доріг), 11,8% використовуються в сільськогосподарських цілях, 44,6% зайнято лісами, 1,6% не є продуктивними (річки, льодовики або гори).

## Демографія
2019 року в громаді мешкало 1727 осіб (+4,4% порівняно з 2010 роком), іноземців було 36,2%. Густота населення становила 928 осіб/км².
За віковим діапазоном населення розподілялося таким чином: 18% — особи молодші 20 років, 63,1% — особи у віці 20—64 років, 19% — особи у віці 65 років та старші. Було 797 помешкань (у середньому 2,2 особи в помешканні).
Із загальної кількості 1964 працюючих 18 було зайнятих в первинному секторі, 899 — в обробній промисловості, 1047 — в галузі послуг.